# 水上郷

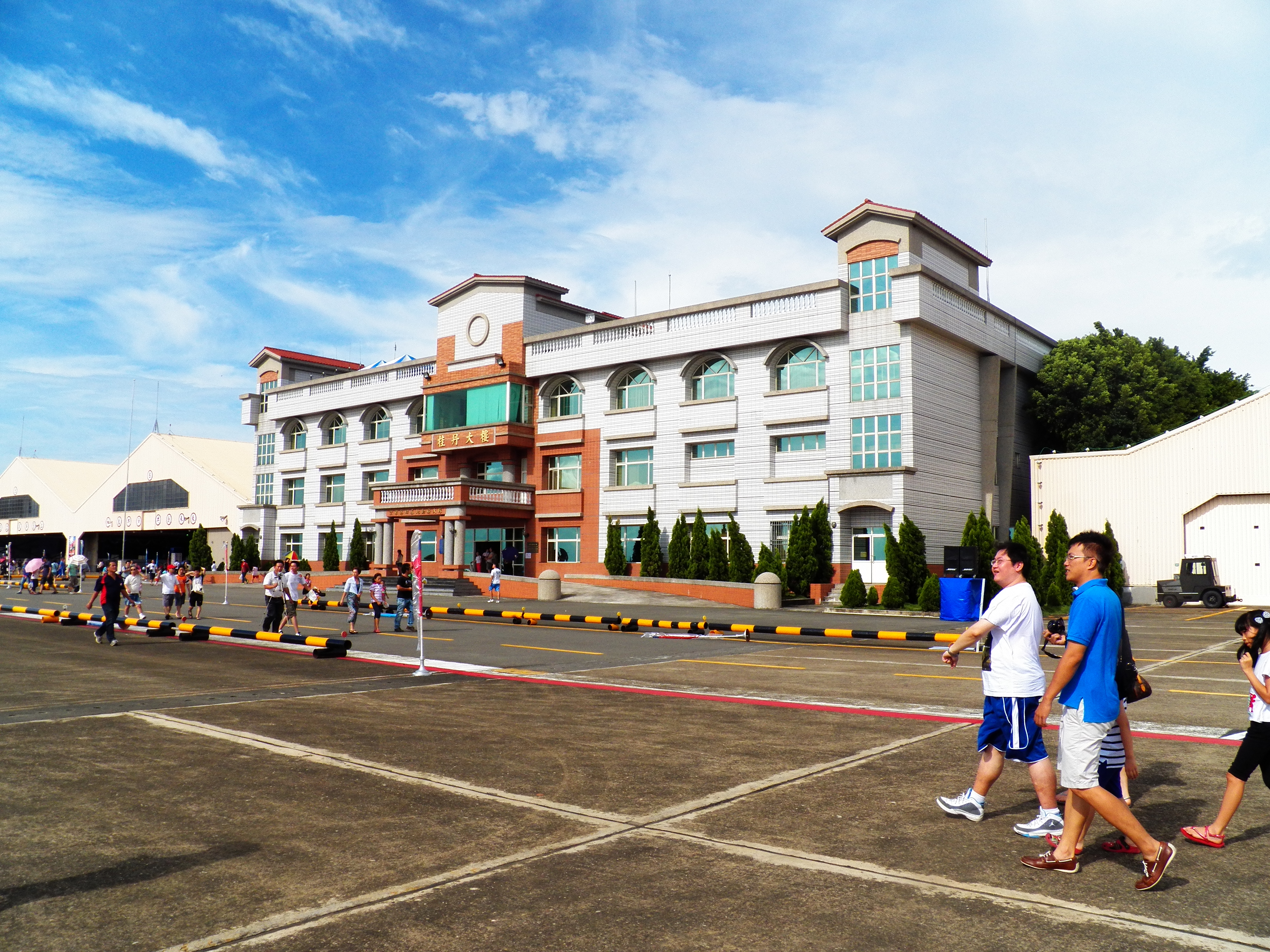
中華民国空軍嘉義基地

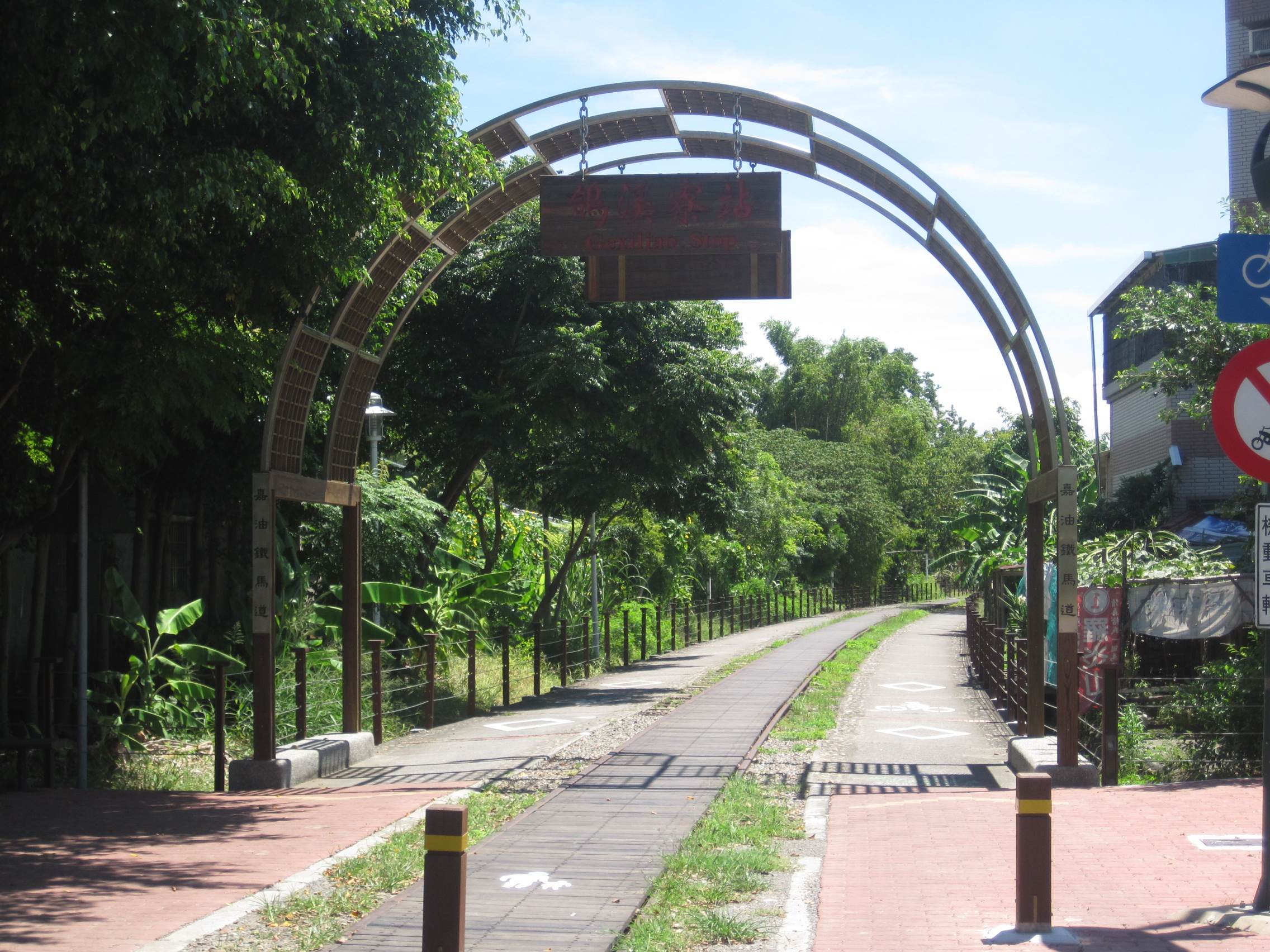
嘉油鉄馬道（旧・中油嘉義溶剤廠支線）鴿渓寮駅

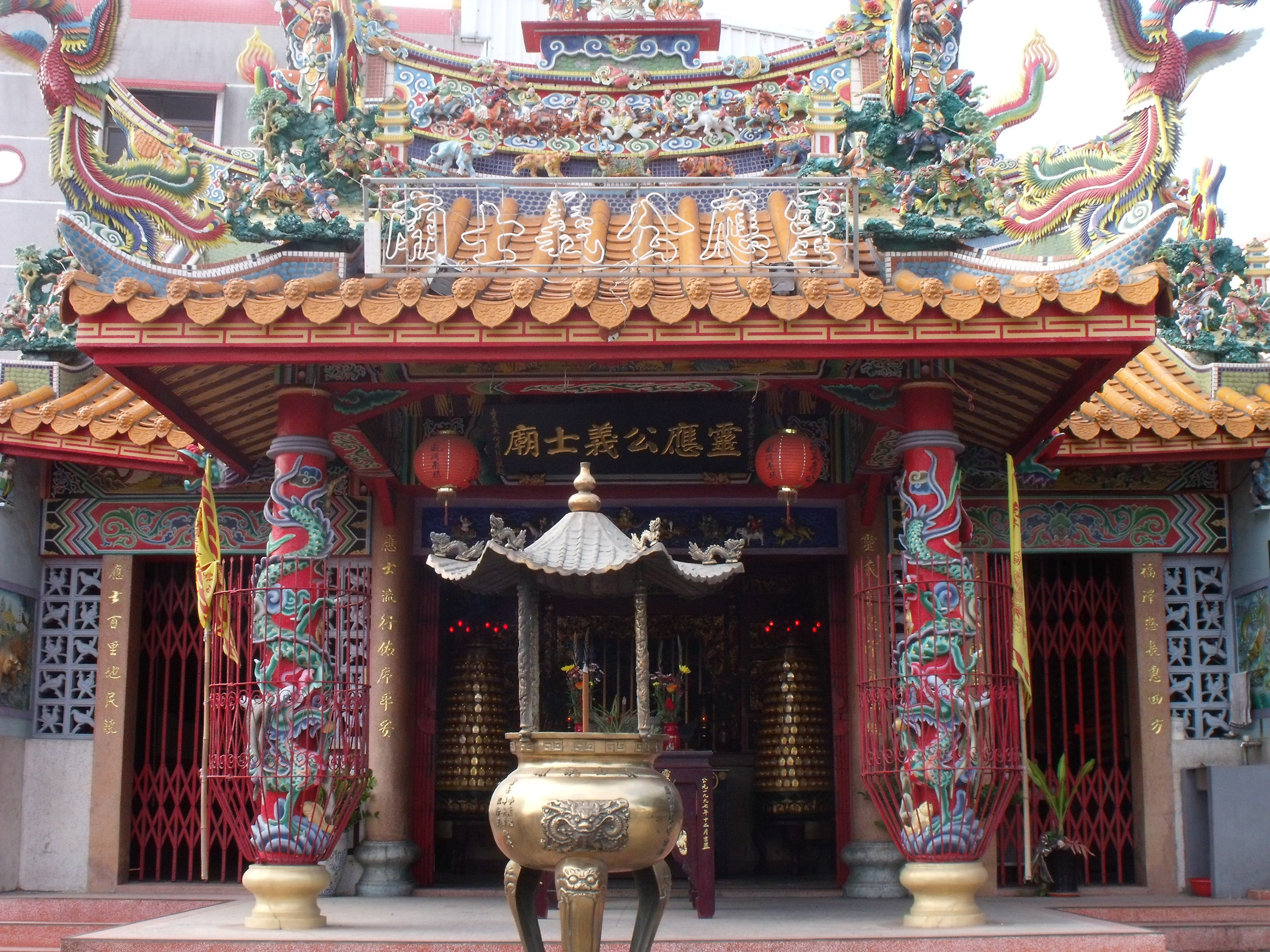
霊応公義士廟

水上郷（シュイシャン/すいじょう/みずかみ-きょう）は台湾嘉義県に位置する郷。嘉義都市圏の中にあって､嘉義市の衛星都市で、嘉義県內第二の都市である。

## 地理
水上郷は嘉義県南部に位置し、北は嘉義市西区及びと太保市、西は鹿草郷と、東は中埔郷と、南は八掌渓を隔てて台南市白河区及び後壁区と接している。
本郷は嘉南平原の八掌渓北岸に位置し、地勢は平坦である。北回帰線が本郷を通過している。
嘉義市への通勤率は約25％。

## 歴史
水上郷の旧称は「水堀頭」である。清代の康熙年間に漢人が入植し、灌漑用の「水堀池」を築き開拓を進め、その畔にあった集落であったため「水堀頭」と命名された。日本統治初期は台南州塩水港庁、続いて嘉義庁の管轄になったが、1920年の台湾地方制度改制により「水堀頭」と同義の和語地名「水上庄（みずかみ）」が設置され台南州嘉義郡の管轄となった。戦後、初め台南県水上郷とされた。1946年に嘉義市水上区と改編されたが、1950年に嘉義県水上郷と改編され現在に至っている。

## 宗教
- 台湾基督長老教会水上教会

## 行政区
| 村 |
| --- |
| 水上村、水頭村、粗渓村、下寮村、回帰村、三和村、大堀村、大崙村、塗溝村、三鎮村、靖和村、南和村、龍徳村、渓洲村、柳新村、柳林村、柳郷村、内渓村、寛士村、民生村、義興村、中庄村、忠和村、南郷村、三界村、国姓村 |

## 歴代郷長
| 代 | 氏名   | 任期 | 備考                   |
| -- | ------ | ---- | ---------------------- |
| 1  | 林修   | 4年  |                        |
| 2  | 黄鍾霊 | 4年  |                        |
| 3  | 黄鍾霊 | 4年  |                        |
| 4  | 林万邦 | 4年  |                        |
| 5  | 林万邦 | 4年  |                        |
| 6  | 林茂蓁 | 4年  |                        |
| 7  | 王東一 | 4年  |                        |
| 8  | 王東一 | 4年  |                        |
| 9  | 黄雨金 | 4年  |                        |
| 10 | 黄雨金 | 4年  |                        |
| 11 | 林昆山 | 4年  | 民主進歩党籍           |
| 12 | 林昆山 | 4年  | 民主進歩党籍           |
| 13 | 鄭来居 | 4年  | 中国国民党籍           |
| 14 | 林松木 | 4年  | 無党籍                 |
| 15 | 王啓礼 | 4年  | 中国国民党籍           |
| 16 | 王啓礼 | 5年  | 中国国民党籍           |
| 17 | 劉敬祥 | 103~ | 民主進歩党籍、現任郷長 |

## 教育

### 高級職校
- 私立万能高級工商職業学校

### 国民中学
- 嘉義県立水上国民中学
- 嘉義県立忠和国民中学

### 国民小学
| # | 校名                             | 所在地                      | 公式サイト                           |
| 1 | 嘉義県水上郷水上国民小学         | 水上郷水上村正義路182号     | http://www.shsps.cyc.edu.tw/         |
| 2 | 嘉義県水上郷大崙国民小学         | 水上郷大崙村111号           | http://www.dlps.cyc.edu.tw/          |
| 3 | 嘉義県水上郷柳林国民小学         | 水上郷柳林村92号            | http://www.llps.cyc.edu.tw/          |
| 4 | 嘉義県水上郷忠和国民小学         | 水上郷忠和村檳榔樹角35号    | http://www.jhps.cyc.edu.tw/          |
| 5 | 嘉義県水上郷成功国民小学         | 水上郷三界村153号           | http://www.ckps.cyc.edu.tw/          |
| 6 | 嘉義県水上郷南靖国民小学         | 水上郷靖和村46号            | http://www.njps.cyc.edu.tw/          |
| 7 | 嘉義県水上郷南靖国民小学靖西分校 | 水上郷靖和村253-1号         | http://www.njps-s1.cyc.edu.tw/%5B%5D |
| 8 | 嘉義県水上郷義興国民小学         | 水上郷義興村2之1号          | http://www.ysps.cyc.edu.tw/          |
| 9 | 嘉義県水上郷北回国民小学         | 水上郷三和村一鄰栄典路100号 | http://www.bhps.cyc.edu.tw/          |

## 交通
- 嘉義空港
- 中心となる駅:水上駅
- 南靖駅
- 嘉義客運
  - 7205 嘉義 - 朴子
  - 7206 嘉義 - 塭港
  - 7207 嘉義 - 塩水
  - 7208 嘉義 - 塩水
  - 7209 嘉義 - 布袋
  - 7213 嘉義 - 樹林頭
  - 7214 嘉義 - 関子嶺
  - 7229 嘉義 - 柳営
- 嘉義県公共汽車管理処
  - 7324 嘉義 - 朴子
  - 7324 嘉義 - 布袋
- 新営客運
  - 黃9 故宮博物院南部院区 - 嘉義駅 (台湾高速鉄道) - 南靖駅 - 新営
  - 33 関子嶺 - 故宮博物院南部院区 - 嘉義駅 (台湾高速鉄道) - 南靖駅 - 新営
- 国光客運
  - 1836台北 - 嘉義 - 水上 - 新営
- 国道1号 (台湾) 水上IC、嘉義JCT
- 台82号線 嘉義JCT
- 県道168号線

## 廃駅
- 北回帰線駅：嘉義市街鉄道高架化計画によれば、本駅を復活して旅客扱いを行う予定である。

## 観光

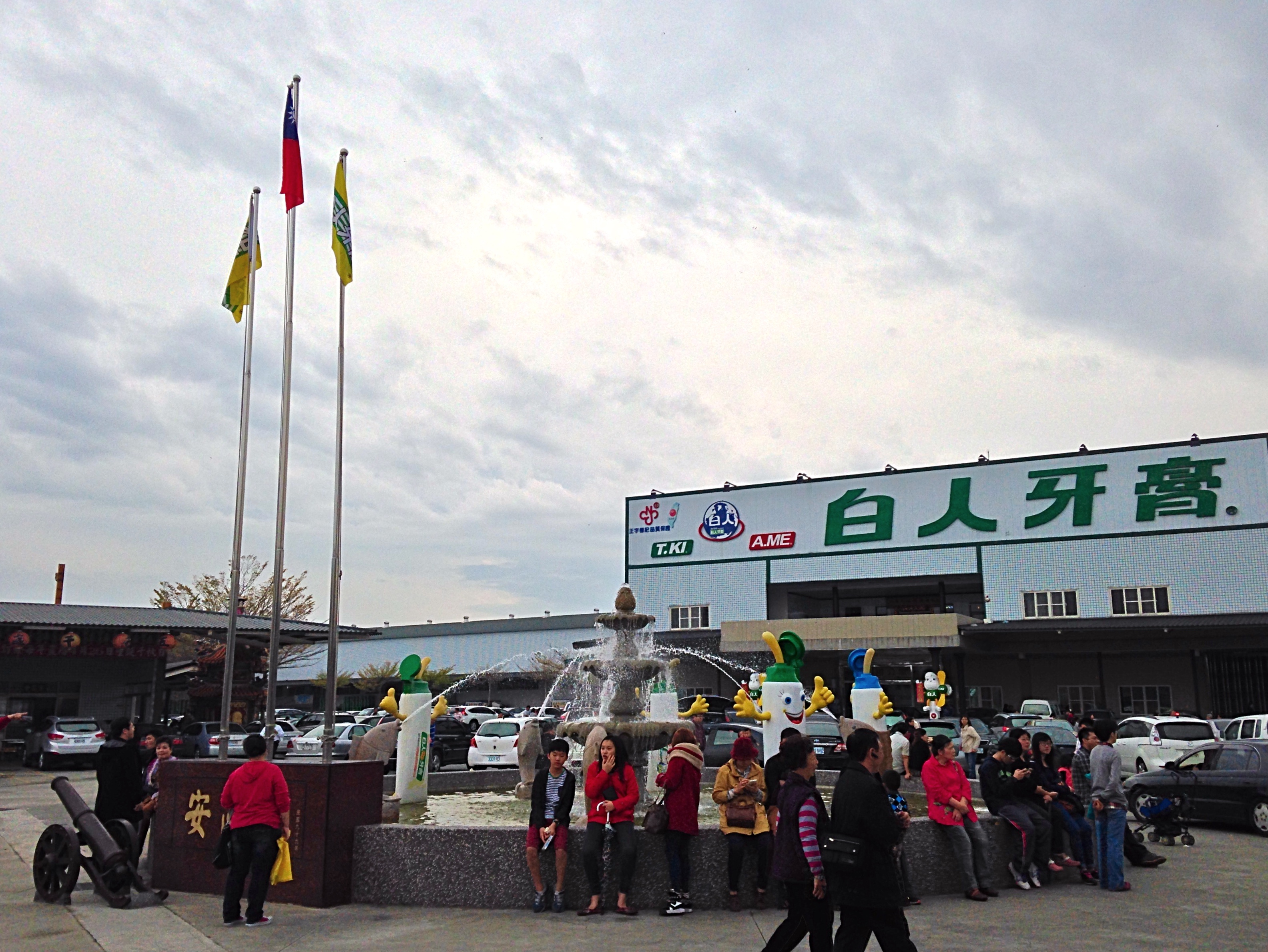
嘉聯実業白人歯磨剤観光工場

- 南靖糖廠（中国語版）
- 嘉油鉄馬道（旧・中油嘉義溶剤廠支線）
- 嘉義北回帰線標誌（北回帰線太陽館）
- 白人歯磨剤観光工場